# دکسیپوس
دکسیپوس (یونانی: Δέξιππος؛ ۳۵۰ میلادی) یک فیلسوف نوافلاطونی یونان باستان از قرن چهارم پس از میلاد بود که شرحی بر مقولات ارسطو نوشت که موجود است.
دکسیپوس احتمالاً شاگرد یامبلیخوس بود، و اطلاعات کمی در مورد زندگی او وجود دارد. مانند بسیاری دیگر از نوافلاطونیان، دکسیپوس از هماهنگی بین فلسفه‌های افلاطون و ارسطو حمایت می‌کرد. دکسیپوس در کار خود مقولات ارسطو را برای شاگردی به‌نام سلوکوس توضیح می‌دهد و در عین حال تلاش می‌کند تا ایرادهای فلوطین را رد کند. آثار او نزد نوافلاطونی‌گرای بعدی سیمپلیکیوس شناخته شده بود، که شرح او را در کار خود در مورد مقولات ذکر می‌کند.

## زندگی
اطلاعات بسیار کمی در مورد زندگی دکسیپوس وجود دارد. او احتمالاً شاگرد نوافلاطونی‌گرای معروف‌تر یامبلیخوس بود که نامه‌ای فلسفی خطاب به دکسیپوس نوشت و در آن دیالکتیک را توضیح داد که بخشی از آن توسط استوبائوس حفظ شده است.

## شرحی بر مقولات ارسطو
تنها اثر شناخته‌شده دکسیپوس، شرح او بر مقولات ارسطو است. این اثر در قالب گفت‌وگوی بین نویسنده و شاگرد جوانش سلوکوس نوشته شده است که دانش‌آموز مسئله‌هایی را مطرح می‌کند و معلم آن‌ها را حل می‌کند. دو کتاب اول به صورت کامل باقی مانده است، درحالی‌که از کتاب سوم تنها بخشی از آن باقی مانده است. کتاب اول شامل ۴۰ فصل است که هر فصل به یک مسئله اختصاص دارد و فصل دوم ۴۲ فصل است. از ۴۰ فصل کتاب سوم، ده فصل اول به‌طور کامل باقی مانده است، از ۳۰ فصل باقی‌مانده فقط عناوین موجود است که احتمالاً معتبر نیستند. اگر این اثر به‌کل به نظریه مقولات می‌پرداخت، اندازه آن در اصل باید چندین برابر متن باقی‌مانده باشد.
در آغاز، دکسیپوس اشاره می‌کند که نمی‌خواهد با یافته‌های خود وارد قلمرو فلسفی جدیدی شود و با مفسران قبلی رقابت کند. در عوض، او به توضیح تعدادی از سؤالات بحث‌برانگیز بسنده کرده است. او در پاسخ‌های خود به‌شدت به تفاسیر مقولات که توسط پورفیری و یامبلیخوس نوشته شده است، تکیه می‌کند، که هر دو به جز بخش‌هایی از بین رفته‌اند. به‌دلیل از بین رفتن این تفاسیر، اثر دکسیپوس با وجود اصالت کم، به‌عنوان منبع فلسفه تاریخی این متفکران از ارزش بالایی برخوردار است. دکسیپوس در کتاب دوم و سوم به ایرادات فلوطین به نظریه مقولات ارسطو می‌پردازد. در انجام این کار، او نه تنها به استدلال‌هایی می‌پردازد که می‌توان در کتاب‌های فلوطین یافت، بلکه به ملاحظاتی نیز می‌پردازد که پورفیری، به‌عنوان شاگرد فلوطین، از درس‌های شفاهی‌اش می‌دانسته و در تفسیر گمشده‌اش به‌کار برده است.
دکسیپوس در تفسیر خود علاوه بر توضیح مقولات و روشن ساختن ابهامات، مسائل دشواری را نیز مطرح می‌کند. دکسیپوس قصد داشته نشان دهد که می‌توان عقاید افلاطونی و ارسطویی را با هم آشتی داد. به‌ویژه به مسئله محوری وضعیت هستی‌شناختی مقولات از دیدگاه نوافلاطونی علاقه‌مند است. با این کار، او موضع کنونی نوافلاطونیان را نشان می‌دهد که بر اساس آن طبقه‌بندی مقوله‌ها برای تسخیر چیزها به خودی خود مناسب نیست، بلکه وسیله کافی برای طبقه‌بندی پدیده‌های محسوس است. پورفیری در تفسیر بزرگ خود بر مقولات از نظریه مقوله‌ها در برابر ایرادات فلوطین دفاع کرده بود، که باقی نمانده است، درحالی‌که معلم دکسیپوس، یامبلیخوس نیز قاطعانه از آن دفاع کرده بود. دکسیپوس اعتقاد داشت این دیدگاه در نوافلاطونی متأخر باستانی رایج بود، درحالی‌که یامبلیخوس سعی داشت استدلال‌های فلوطین را علیه آموزه مقولات رد کند. دکسیپوس تلاش کرد نشان دهد که مواضع فلوطین و ارسطو به اندازه استدلال‌های ضد ارسطویی فلوطین از هم فاصله ندارند.

## میراث دکسیپوس
در اوایل قرن ششم میلادی، کار دکسیپوس هنوز در مکتب فلسفی نوافلاطونی آتن شناخته‌شده بود، و در دسترس سیمپلیسیوس بود، که در کار خود در مورد مقولات از آن یاد می‌کند. بر خلاف نسخه‌های خطی مدرن، سیمپلیسیوس به نسخه‌ای که حاوی متن کامل است دسترسی داشته است. با این حال، او به سختی به این منبع توجه کرده است؛ احتمال دارد او اصلاً از آن استفاده نکرده باشد، زیرا معتقد بود که دکسیپوس چیزهای جدیدی به تفاسیر مقولات پورفیری و یامبلیخوس اضافه نکرده است.
دکسیپوس در دنیای علمی لاتین زبان قرون وسطی، ناشناخته بود. با این حال در رنسانس، یوهانس برناردوس فلیسیانوس انسان‌گرا، که تعدادی از نوشته‌های یونان باستان را در نیمه اول قرن شانزدهم به لاتین ترجمه کرد، ترجمه لاتینی شرحی بر مقولات ارسطو از دکسیپوس را که در ونیز در سال ۱۵۴۶ و در پاریس در سال ۱۵۴۹ چاپ شد، انجام داد. لئونهارد فون اسپنگل اولین نسخه از متن یونانی را در سال ۱۸۵۹ منتشر کرد. ترجمه انگلیسی جان ام دیلون نیز در سال ۱۹۹۰ منتشر شد.